# Liste des seigneuries belges
La liste des seigneuries belges reprend l'entièreté des fiefs non souverains qui existait avant 1795.

## Histoire

### Duchés
| Seigneurie                | Blason | Érection                                     | Note | Titulaire                                              |
| ------------------------- | ------ | -------------------------------------------- | --- | ------------------------------------------------------ |
| Duché d'Aerschot          |        | 1284: seigneurie 1521: marquisat 1533: duché | Créé le 1er avril 1533 par Charles V: il fut érigé en duché pour Philippe de Croÿ, chevalier de la Toison d'or.                     | Léopold d'Arenberg, 19e Duc d'Aerschot 20 février 1956 |
| Duché de Beaufort-Spontin |        | 1746: marquisat 1782: duché                  | Créé le 2 décembre 1782 par Joseph II: le marquisat de Beaufort-Spontin fut érigé en duché pour Frédéric de Beaufort-Spontin.       | Friedrich, 7e Duc de Beaufort-Spontin 5 décembre 1944  |
| Duché de Bouillon         |        | 1456: duché                                  | Créé le 16 mars 1456 par Frédéric III: la seigneurie de Bouillon fut érigé en duché pour Robert Ier de La Marck.                    | Charles de Rohan, 22e Duc de Bouillon 3 octobre 1954   |
| Duché de Corswarem-Looz   |        | 1247: seigneurie 1734: duché                 | Créé le 24 décembre 1734 par Charles VI: elle fut érigée en duché pour Louis de Corswarem et droit de l'appliquer sur ses terres.   | Thierry, 11e Duc de Corswarem-Looz 10 septembre 1948   |
| Duché d'Havré             |        | 1574: marquisat 1627: duché                  | Créé le 24 avril 1627 par Philippe IV: le marquisat fut érigé en duché pour Charles-Philippe de Croÿ qui était les terres de Havré. | Éteint                                                 |
| Duché d'Hoboken           |        | 1600: baronnie 1717: duché                   | Créé le 12 août 1717 par Charles VI: il fut érigé en duché pour Conrad-Albert d'Ursel avec droit de porter le titre de duc d'Ursel. | Stéphane d'Ursel, 10e Duc d'Hoboken 13 juillet 1948    |
| Duché de Hoogstraten      |        | 1518: comté 1740: duché                      | Créé le 6 janvier 1740 par Philippe V: il fut érigé en duché pour Nicolas de Salm-Salm, des princes de Salm-Salm.                   | Carl zu Salm-Salm, 10e Duc de Hoogstraten 19 mai 1933  |
| Duché de Looz-Corswarem   |        | 1734: duché                                  | Créé le 24 décembre 1734 par Charles VI: il fut érigé en duché pour Joseph de Corswarem et droit de l'appliquer sur ses terres.     | Thierry, 11e Duc de Looz-Corswarem 10 septembre 1948   |

### Principautés
| Seigneurie                      | Blason | Érection          | Note | Titulaire                                                       |
| ------------------------------- | ------ | ----------------- | --- | --------------------------------------------------------------- |
| Principauté d'Amblise           |        | 1608: principauté | Créé le 20 avril 1608 par Albert et Isabelle: elle fut érigée en principauté pour Lamoral Ier de Ligne, prince de Ligne et d'Épinoy.                                  | Michel de Ligne, 14e Prince d'Amblise 26 mai 1951               |
| Principauté de Barbençon        |        | 1614: principauté | Créé le 8 février 1614 par Albert et Isabelle: elle fut érigée en principauté pour Robert de Ligne, colonel d'un régiment allemand.                                   | Éteint                                                          |
| Principauté de Bournonville     |        | 1658: principauté | Créé le 12 juillet 1658 par Philippe IV: elle fut érigée en principauté pour Alexandre de Bournonville, comte de Henin.                                               | Álvaro de Silva y Mora, 17e Prince de Bournonville 25 mars 1949 |
| Principauté de Chimay           |        | 1486: principauté | Créé le 9 avril 1486 par Maximilien Ier: elle fut érigée en principauté pour Charles de Croÿ, parrain de Charles Quint.                                               | Philippe de Riquet, 22e Prince de Chimay 12 octobre 1948        |
| Principauté d'Everberg          |        | 1686: principauté | Créé le 1er mai 1686 par Charles II: elle fut érigée en principauté pour Charles-Philippe de Rubempré, elle échu à la Maison de Merode par mariage.                   | Charles de Merode, 11e Prince d'Everberg 27 mai 1940            |
| Principauté de Gavre            |        | 1540: principauté | Créé le 12 octobre 1540 par Charles V: elle fut érigée en principauté pour Lamoral d'Egmont, Gouverneur de la Flandre .                                               | Éteint                                                          |
| Principauté de Grimberghe       |        | 1686: principauté | Créé le 23 mai 1686 par Charles II: elle fut érigée en principauté pour Philippe-François de Berghes, elle échu à la Maison de Merode par mariage.                    | Charles de Merode, 8e Prince de Grimberghe 27 mai 1940          |
| Principauté de Hilst            |        | 1564: principauté | Créé le 8 janvier 1564 par Ferdinand Ier: elle fut érigée en principauté pour Jean-François d'Affaytadi, baron de Ghistelles.                                         | Éteint                                                          |
| Principauté de Tour et Taxis    |        | 1681: principauté | Créé le 19 février 1681 par Charles II: elle fut érigée en principauté pour Eugène de Tour et Taxis, comte du Saint-Empire.                                           | Albert II, 12e Prince de Tour et Taxis 24 juin 1983             |
| Principauté de Ligne            |        | 1602: principauté | Créé le 2 août 1602 par Albert et Isabelle: elle fut érigée en principauté pour Lamoral Ier de Ligne, comte du Saint-Empire.                                          | Michel, 14e Prince de Ligne 26 mai 1951                         |
| Principauté d'Overyssche        |        | 1677: principauté | Créé le 19 octobre 1677 par Charles II: elle fut érigée en principauté pour Eugène-Maximilien de Hornes, Grand d'Espagne.                                             | Éteint                                                          |
| Principauté de Rubempré         |        | 1686: principauté | Créé le 1er mai 1686 par Charles II: elle fut érigée en principauté pour Charles de Rubempré, elle échu à la Maison de Merode par mariage.                            | Frédéric de Merode, 12e Prince de Rubempré, 15 février 1969     |
| Principauté de Solre-le-Château |        | 1677: principauté | Créé le 19 octobre 1677 par Léopold Ier: elle fut érigée en principauté pour Philippe-Emmanuel de Croÿ, comte de Solre.                                               | Emmanuel de Croÿ, 11e Prince de Solre-le-Château 28 août 1957   |
| Principauté de T'Serclaes       |        | 1693: principauté | Créé le 22 décembre 1693 par Charles II: elle fut érigée en principauté pour Albert T'Serclaes de Tilly, général de l'armée espagnole.                                | José Pérez de Guzmán, 9e Prince de T'Serclaes 8 septembre 1945  |
| Principauté de Waterloo         |        | 1815: principauté | Créé le 29 septembre 1815 par Guillaume Ier: elle fut érigée en principauté pour Arthur Wellesley, 1er duc de Wellington, pour sa victoire à la bataille de Waterloo. | Arthur Wellesley, 9e Prince de Waterloo 19 août 1945            |

### Marquisats
| Seigneurie                | Blason | Érection        | Note | Titulaire                                                               |
| ------------------------- | ------ | --------------- | --- | ----------------------------------------------------------------------- |
| Marquisat d'Aiseau        |        | 1625: marquisat | Créé le 23 avril 1625 par Philippe IV: il fut érigé en marquisat pour Rasse Ier de Gavre, comte de Beaurieu et du Saint-Empire.                         | Éteint                                                                  |
| Marquisat d'Assche        |        | 1663: marquisat | Créé le 22 août 1663 par Philippe IV: il fut érigé en marquisat pour Guillaume de Cottereau, lieutenant de la cour féodale de Brabant.                  | Henri II van der Noot, 12e Marquis d'Assche 11 février 1959             |
| Marquisat de Bay          |        | 1704: marquisat | Créé le 23 juillet 1704 par Philippe V: il fut érigé en marquisat pour Alexandre de Bay, lieutenant-general des armées.                                 | Marina de Córdoba, 8e Marquise de Bay 1er août 1960                     |
| Marquisat de Berg-op-Zoom |        | 1533: marquisat | Créé le 3 mai 1533 par Charles V: il fut érigé en marquisat pour Antoine de Berghes, chevalier de la Toison d'Or.                                       | François de Wittelsbach, 24e Marquis de Berg-op-Zoom 14 juillet 1933    |
| Marquisat de Casteau      |        | 1694: marquisat | Créé le 15 avril 1694 par Louis XIV: il fut érigé en marquisat pour Charles-Liévin du Quesnoy, vicomte de Dormaal.                                      | Éteint                                                                  |
| Marquisat de Courcelles   |        | 1667: marquisat | Créé le 2 septembre 1667 par Louis XIV: il fut érigé en marquisat pour Gabriel de Glymes, baron de Florennes.                                           | Éteint                                                                  |
| Marquisat de Deinze       |        | 1632: marquisat | Créé le 20 octobre 1632 par Ferdinand II: il fut érigé en marquisat pour Florent de Merode, baron de Duffel.                                            | Éteint                                                                  |
| Marquisat de Florennes    |        | 1694: marquisat | Créé le 2 septembre 1694 par Léopold Ier: il fut érigé en marquisat pour Gabriel de Glymes et échu aux Beaufort-Spontin par mariage.                    | Friedrich de Beaufort-Spontin, 11e Marquis de Florennes 5 décembre 1944 |
| Marquisat de Gages        |        | 1758: marquisat | Créé le 9 décembre 1758 par Marie-Thérèse: il fut érigé en marquisat pour François-Bonaventure du Mont, comte de Gages.                                 | Éteint                                                                  |
| Marquisat de Grand-Bigard |        | 1741: marquisat | Créé le 11 novembre 1741 par Marie-Thérèse: il fut érigé en marquisat pour Charles-Ferdinand de Königsegg-Rothenfels.                                   | Éteint                                                                  |
| Marquisat de Herzelles    |        | 1689: marquisat | Créé le 6 octobre 1689 par Charles II: il fut érigé en marquisat pour Guillaume d'Herzelles.                                                            | Éteint                                                                  |
| Marquisat de Ittre        |        | 1703: marquisat | Créé le 25 juillet 1703 par Philippe V: il fut érigé en marquisat pour Nicolas de Rifflart, baron d'Ittre.                                              | Éteint                                                                  |
| Marquisat de Laverne      |        | 1686: marquisat | Créé le 14 septembre 1686 par Charles II: il fut érigé en marquisat pour Ferdinand de Laverne de Rodes.                                                 | Éteint                                                                  |
| Marquisat de Lede         |        | 1633: marquisat | Créé le 3 août 1633 par Philippe IV: il fut érigé en marquisat pour Guillaume de Bette.                                                                 | Éteint                                                                  |
| Marquisat de Ligny        |        | 1779: marquisat | Créé le 17 septembre 1779 par Marie-Thérèse: il fut érigé en marquisat pour Charles de Looz-Corswarem.                                                  | Thierry de Looz-Corswarem, 10e Marquis de Ligny 10 septembre 1948       |
| Marquisat de Melin        |        | 1655: marquisat | Créé le 23 août 1655 par Philippe IV: il fut érigé en marquisat pour Philibert de Sotomayor.                                                            | Enrique Falcó y Carrión, 15e Marquis de Melin 10 septembre 1948         |
| Marquisat des Mottes      |        | 1680: marquisat | Créé le 16 septembre 1680 par Charles II: il fut érigé en marquisat pour Philippe-François d'Ennetières.                                                | Éteint                                                                  |
| Marquisat de Pascale      |        | 1709: marquisat | Créé le 6 janvier 1709 par Joseph Ier: il fut érigé en marquisat pour François de Pascale, lieutenant-général des troupes du roi.                       | Éteint                                                                  |
| Marquisat de Pont-d'Oye   |        | 1669: marquisat | Créé le 9 février 1669 par Léopold Ier: il fut érigé en marquisat pour François-Laurent Raggi.                                                          | Éteint                                                                  |
| Marquisat de Rode         |        | 1680: marquisat | Créé le 26 juillet 1680 par Charles II: il fut érigé en marquisat pour Lopez-Maria Rodriguez d'Evora y Vega.                                            | Éteint                                                                  |
| Marquisat de Roisin       |        | 1686: marquisat | Créé le 5 mai 1686 par Charles II: il fut érigé en marquisat pour Jean-François de Roisin, député du Second État des États de Hainaut.                  | Éteint                                                                  |
| Marquisat de Sars         |        | 1689: marquisat | Créé le 1er septembre 1689 par Charles II: il fut érigé en marquisat pour Wolfgang de Bournonville, capitaine de cavalerie.                             | Álvaro de Silva y Mora, 17e Marquis de Sars 25 mars 1949                |
| Marquisat de Trazegnies   |        | 1614: marquisat | Créé le 8 février 1614 par Albert et Isabelle: il fut érigé en marquisat pour Charles II de Trazegnies, paire du comté de Hainaut.                      | Olivier, 15e Marquis de Trazegnies 13 novembre 1943                     |
| Marquisat de Vlamertinge  |        | 1710: marquisat | Créé le 15 décembre 1710 par Louis XIV: il fut érigé en marquisat pour Jean-François de Cerf, grand bailli héréditaire d'Ypres.                         | Éteint                                                                  |
| Marquisat de Wemmel       |        | 1688: marquisat | Créé le 13 mars 1688 par Charles II: il fut érigé en marquisat pour Philip Taye, capitaine dans l'armée espagnole.                                      | Éteint                                                                  |
| Marquisat de Westerlo     |        | 1626: marquisat | Créé le 20 mai 1626 par Philippe IV: il fut érigé en marquisat pour Philippe de Merode, le titre est porté que par l'aîné de la famille.                | Charles-G. de Merode, 15e Marquis de Westerlo 27 mai 1940               |
| Marquisat de Winterfeldt  |        | 1706: marquisat | Créé le 12 mars 1706 par Philippe V: il fut érigé en marquisat pour Charles-Théodore de Winterfeld, lieutenant général, gouverneur de la ville de Lier. | Detlef, 9e Marquis de Winterfeldt 26 juin 1948                          |

### Comtés
| Seigneurie                  | Blason | Érection                   | Note | Titulaire                                                           |
| --------------------------- | ------ | -------------------------- | --- | ------------------------------------------------------------------- |
| Comté d'Aigremont           |        | 1590: comté                | Créé le 24 novembre 1590 par Rodolphe II: elle fut érigée en comté pour Marguerite de la Marck, veuve de Jean de Ligne.                                                   | Léopold d'Arenberg, 20e Comte d'Aigremont 20 février 1956           |
| Comté d'Ansembourg          |        | 1728: baronnie 1749: comté | Créé le 1er octobre 1749 par Marie-Thérèse: elle fut érigée en comté pour Lambert-Joseph de Marchant, baron d'Ansembourg.                                                 | Gaston de Marchant, 8e Comte d'Ansembourg 16 novembre 1978          |
| Comté de Balastre           |        | 1685: comté                | Créé le 14 août 1685 par Charles II: elle fut érigée en comté pour Jean-Claude de Gosée, maître de table héréditaire du comté de Namur.                                   | Éteint                                                              |
| Comté de Bergeyck           |        | 1676: comté                | Créé le 9 décembre 1676 par Charles II: elle fut érigée en comté pour Jean-Baptiste de Brouchoven, commissaire du Conseil des Finances à Bruxelles.                       | Benoit de Brouchoven, 11e Comte de Bergeyck 14 novembre 1956        |
| Comté de Brandeville        |        | 1652: comté                | Créé le 11 décembre 1652 par Philippe IV: elle fut érigée en comté pour le chevalier Théodore d'Allamont.                                                                 | Éteint                                                              |
| Comté de Bury               |        | 1753: comté                | Créé le 5 septembre 1753 par Marie-Thérèse: elle fut érigée en comté pour Louis-François Visart, capitaine d'infanterie wallon.                                           | Michel Visart de Bocarmé, 10e Comte de Bury 16 juillet 1954         |
| Comté d'Erquelinnes         |        | 1722: comté                | Créé le 6 septembre 1722 par Charles VI: elle fut érigée en comté pour François-Léonard de la Barre, seigneur de Maurage.                                                 | Alec de la Barre, 11e Comte d'Erquelinnes 2 février 1959            |
| Comté de Fallais            |        | 1614: comté                | Créé le 7 mars 1614 par Albert et Isabelle: elle fut érigée en comté pour Herman de Bourgogne, légué à Charles de Ponty, sa fille épouse Philippe de Marotte de Montigny. | Gaetan de Marotte de Montigny, 7e Comte de Fallais                  |
| Comté de Flêtre             |        | 1656: comté                | Créé le 25 septembre 1656 par Philippe IV: elle fut érigée en comté pour Jacques de Wignacourt, capitaine d'infanterie.                                                   | Éteint                                                              |
| Comté de Ghistelles         |        | 1676: comté                | Créé le 21 janvier 1676 par Charles II: elle fut érigée en comté pour Jean-François d'Affaytadi, seigneur de Hilst.                                                       | Éteint                                                              |
| Comté de Lalaing            |        | 1522: comté                | Créé le 29 octobre 1522 par Ferdinand II: elle fut érigée en comté pour Charles Ier de Lalaing, chevalier de la Toison d'or.                                              | Jacques, 11e Comte de Lalaing 7 août 1970                           |
| Comté de Lauwe              |        | 1772: comté                | Créé le 30 avril 1772 par Marie-Thérèse: elle fut érigée en comté pour Julien Bidé de la Grandville, seigneur de Reckem.                                                  | Éteint                                                              |
| Comté de Mouscron           |        | 1627: comté                | Créé le 12 octobre 1627 par Philippe IV: elle fut érigée en comté pour Ferdinand de Liedekerke, baron de Heule.                                                           | Éteint                                                              |
| Comté de Reckheim           |        | 1623: comté                | Créé le 31 mars 1623 par Ferdinand II: elle fut érigée en comté pour Ernestus de Lynden, colonel au service autrichien.                                                   | François d'Aspremont Lynden, 11e Comte de Reckheim 10 octobre 1943  |
| Comté de Rumbeke            |        | 1649: comté                | Créé le 13 septembre 1649 par Philippe IV: elle fut érigée en comté pour René de Thiennes, baron de Heuclem.                                                              | Éteint                                                              |
| Comté de Saint-Pierre-Jette |        | 1767: comté                | Créé le 15 juillet 1767 par Marie-Thérèse: elle fut érigée en comté pour Gaspard de Villegas, seigneur de Rivière.                                                        | Patrice de Villegas, 7e Comte de Saint-Pierre Jette 16 janvier 1945 |
| Comté de Saint-Remy         |        | 1745: comté                | Créé le 22 mars 1745 par Marie-Thérèse: elle fut érigée en comté pour Ferdinand-Joseph d'Olmen, seigneur d'Herbais.                                                       | Éteint                                                              |
| Comté de Seneffe            |        | 1768: comté                | Créé le 22 mars 1745 par Marie-Thérèse: elle fut érigée en comté pour Jean-Baptiste de Pestre.                                                                            | Éteint                                                              |
| Comté de Staden             |        | 1712: comté                | Créé le 22 mars 1745 par Marie-Thérèse: elle fut érigée en comté pour Jean de Carnin.                                                                                     | Éteint                                                              |
| Comté de Straelen           |        | 1712: comté                | Créé le 25 octobre 1692 par Charles II: elle fut érigée en comté pour Africain de Warods, baron de Mervaux.                                                               | Éteint                                                              |
| Comté de Walhain            |        | 1533: comté                | Créé le 15 avril 1533 par Charles V: elle fut érigée en comté pour Antoine de Berghes, chevalier de la Toison d'Or.                                                       | Éteint                                                              |
| Comté de Warfusée           |        | 1609: comté                | Créé le 20 janvier 1609 par Rodolphe II: elle fut érigée en comté pour René de Renesse, vicomte de Montenaken.                                                            | Jacques d'Oultremont, 11e Comte de Warfusée 30 juin 1950            |
| Comté de Watou              |        | 1629: comté                | Créé le 18 juin 1629 par Philippe IV: elle fut érigée en comté pour Charles d'Yedeghem, baron de Bousbecque.                                                              | Éteint                                                              |
| Comté de Wiltz              |        | 1629: comté                | Créé le 31 mai 1629 par Philippe IV: elle fut érigée en comté pour Jean de Wiltz, gouverneur de Thionville.                                                               | Éteint                                                              |

### Vicomtés
| Seigneurie              | Blason | Érection      | Note | Titulaire                                                           |
| ----------------------- | ------ | ------------- | --- | ------------------------------------------------------------------- |
| Vicomté d'Arondeau      |        | 1675: vicomté | Créé le 15 octobre 1675 par Louis XIV: elle fut érigée en vicomté pour Antoine de Blois, seigneur de Beauregard.                          | Éteint                                                              |
| Vicomté de Dhuy         |        | 1712: vicomté | Créé le 18 mai 1712 par Maximilien-Emmanuel: elle fut érigée en vicomté pour Claude de Namur, vicomte d'Elzée.                            | Éteint                                                              |
| Vicomté d'Immerseel     |        | 1686: vicomté | Créé le 31 décembre 1686 par Charles II: elle fut érigée en vicomté pour Guillaume van de Werve, fils de Raymond, capitaine de cavalerie. | Olivier van de Werve, 12e Vicomte d'Immerseel 26 juin 1947          |
| Vicomté d'Ogimont       |        | 1629: vicomté | Créé le 28 septembre 1629 par Philippe IV: elle fut érigée en vicomté pour Jean de Marnix, baron de Pottes.                               | Éteint                                                              |
| Vicomté d'Oomberghe     |        | 1645: comté   | Créé le 17 janvier 1645 par Philippe IV: elle fut érigée en vicomté pour Gaspard d'Amman.                                                 | Éteint                                                              |
| Vicomté de Quabeke      |        | 1738: vicomté | Créé le 5 octobre 1712 par Charles VI: elle fut érigée en vicomté pour Jacques-Joseph Goupy, licencié en droit.                           | Éteint                                                              |
| Vicomté de Saint-Albert |        | 1712: vicomté | Créé le 5 octobre 1712 par Charles II: elle fut érigée en vicomté pour Claude-François de Humyn, chevalier de la Toison d'or.             | Éteint                                                              |
| Vicomté de Tervuren     |        | 1690: vicomté | Créé le 1er avril 1690 par Charles II: elle fut érigée en vicomté pour Libert-François Christyn.                                          | Xavier Christyn de Ribaucourt, 8e Vicomté de Tervuren 19 avril 1945 |
| Vicomté d'Upigny        |        | 1720: vicomté | Créé le 24 mai 1720 par Charles VI: elle fut érigée en vicomté pour Charles Gerlais, seigneur du Creux.                                   | Éteint                                                              |
| Vicomté de Vliringen    |        | 1681: vicomté | Créé le 2 octobre 1681 par Charles II: elle fut érigée en vicomté pour Jacques de Croonendael, seigneur de Breethout.                     | Éteint                                                              |
| Vicomté de Zillebeke    |        | 1672: vicomté | Créé le 13 avril 1672 par Charles II: elle fut érigée en vicomté pour Charles de Dongelberg, conseiller au Conseil de Brabant.            | Éteint                                                              |

### Baronnies
| Seigneurie                       | Blason | Érection                        | Note | Titulaire                                                                      |
| -------------------------------- | ------ | ------------------------------- | --- | ------------------------------------------------------------------------------ |
| Baronnie d'Attenrode             |        | 1652: baronnie                  | Crée le 2 septembre 1652 par Charles VI: elle fut érigée en baronnie pour Philippe Daneels, seigneur d'Attenrode, .                         | Éteint                                                                         |
| Baronnie de Auweghem             |        | 1755: baronnie                  | Crée le 26 juillet 1755 par Marie-Thérèse: elle fut érigée en baronnie pour Charles d'Alegambe.                                             | Éteint                                                                         |
| Baronnie de Berloz               |        | 1642: baronnie                  | Crée le 2 février 1642 par Ferdinand de Bavière: elle fut érigée en baronnie pour Jean de Berlo, mayeur de Liège.                           | Éteint                                                                         |
| Baronnie de Bouchout             |        | 1605: baronnie                  | Crée le 30 juin 1605 par Rodolphe II: elle fut érigée en baronnie pour Christophe d'Assonleville.                                           | Éteint                                                                         |
| Baronnie de Bossimé              |        | 1670: baronnie                  | Crée le 28 décembre 1670 par Charles. | Éteint                                                                         |
| Baronnie de Carloo               |        | 1678: baronnie                  | Crée le 12 septembre 1678 par Charles II: elle fut érigée en baronnie pour Rogier van der Noot, capitaine d'infanterie.                     | Henri II van der Noot, 9e Baron de Carloo 11 février 1959                      |
| Baronnie de Celles-sur-le-Piéton |        | 1686: baronnie                  | Créé le 1er septembre 1686 par Charles II: elle fut érigée en baronnie pour Jean-Balthazar de Visscher, seigneur de Les Fosses.             | Éteint                                                                         |
| Baronnie de Cumptich             |        | 1661: baronnie                  | Créé le 17 août 1661 par Philippe IV: elle fut érigée en baronnie pour Alphonse de Vicq, bourgmestre de Franc de Bruges.                    | Arnaud de Vicq, 12e Baron de Cumptich 14 mars 1963                             |
| Baronnie de Doulieu              |        | 1736: baronnie                  | Créé le 18 juillet 1736 par Charles VI: elle fut érigée en baronnie pour Gabriel de Baudinne.                                               | Éteint                                                                         |
| Baronnie de Dworp                |        | 1737: baronnie                  | Créé le 6 juillet 1737 par Charles VI: elle fut érigée en baronnie pour Guillaume de Hemptinne, procureur général du Brabant à Bruxelles.   | Éteint                                                                         |
| Baronnie d'Espierres             |        | 1720: baronnie                  | Crée le 20 novembre 1720 par Charles II: elle fut érigée en baronnie pour Nicolas del Fosse, seigneur de La Loquerie.                       | Éteint                                                                         |
| Baronnie d'Exaerde               |        | 1270: seigneurie 1645: baronnie | Créé le 10 janvier 1645 par Philippe IV: elle fut érigée en baronnie pour Maximilien Lanchal et échu à la famille de Kerchove par mariage.  | Baudouin de Kerchove, 15e Baron d'Exaerde 13 août 1945                         |
| Baronnie de Gentinnes            |        | 1716: baronnie                  | Créé le 4 mai 1716 par Charles VI: elle fut érigée en baronnie pour Charles-Ghislain d'Udekem, seigneur de Limelette.                       | Éteint                                                                         |
| Baronnie d'Hooghvorst            |        | 1663: baronnie                  | Créé le 27 septembre 1663 par Philippe IV: elle fut érigée en baronnie pour Philippe van der Linden, militaire en service volontaire.       | Edmond van der Linden, 10e Baron d'Hooghvorst 22 mai 1944                      |
| Baronnie d'Hovorst               |        | 1431: seigneurie 1675: baronnie | Créé le 15 janvier 1675 par Charles II: elle fut érigée en baronnie pour Paul-Melchior de Villegas, seigneur de Boechout et Hovorst.        | Patrice de Villegas de Saint-Pierre Jette, 12e Baron d'Hovorst 16 janvier 1945 |
| Baronnie de La Berlière          |        | 1664: baronnie                  | Créé le 23 mai 1664 par Philippe IV: elle fut érigée en baronnie pour Jacques d'Ennetières.                                                 | Éteint                                                                         |
| Baronnie de Lasne                |        | 1676: baronnie                  | Créé le 24 février 1676 par Charles II: elle fut érigée en baronnie pour Jean-Philippe de Xavier, commandant de cavalerie.                  | Éteint                                                                         |
| Baronnie de Limal                |        | 1642: baronnie                  | Créé le 2 février 1642 par Ferdinand de Bavière: elle fut érigée en baronnie pour Thomas Lopez de Ulloa (1586-1655).                        | Éteint                                                                         |
| Baronnie de Lovendeghem          |        | 1716: baronnie                  | Crée le 4 mai 1716 par Charles VI: elle fut érigée en baronnie pour Gilles Dons, seigneur de Ten Broucke.                                   | Xavier Dons, 7e Baron de Lovendeghem 8 août 1948                               |
| Baronnie de Maisenbourg          |        | 1716: baronnie                  | Crée le 26 décembre 1716 par Charles VI: elle fut érigée en baronnie pour Christophe d'Arnoult, seigneur de Keill.                          | Éteint                                                                         |
| Baronnie du Maisnil              |        | 1673: baronnie                  | Crée le 27 juin 1673 par Marie-Anne: elle fut érigée en baronnie pour Jean-Paul de la Barre.                                                | Éteint                                                                         |
| Baronnie de Meerbeek             |        | 1687: baronnie                  | Crée le 11 janvier 1687 par Charles II: elle fut érigée en baronnie pour Jean-Baptiste Christyn.                                            | Xavier Christyn de Ribaucourt, 9e Baron de Meerbeek 19 avril 1945              |
| Baronnie de Neeryssche           |        | 1691: baronnie                  | Créé le 30 août 1691 par Charles II: elle fut érigée en baronnie pour Jean-René Bauwens van der Boyen.                                      | Éteint                                                                         |
| Baronnie de Nevele               |        | 1736: baronnie                  | Créé le 11 février 1736 par Charles VI: elle fut érigée en baronnie pour Jean-François della Faille, seigneur de Nevele et d'Huysse.        | Amaury della Faille d'Huysse, 9e Baron de Nevele 21 septembre 1974             |
| Baronnie d'Oppuers               |        | 1664: baronnie                  | Créé le 22 mars 1664 par Philippe IV: elle fut érigée en baronnie pour Jean-Charles Snoy, admis à l'état noble de Brabant en 1666.          | Bernard Snoy, 9e Baron d'Oppuers 11 mars 1945                                  |
| Baronnie de Saint-Symphorien     |        | 1747: baronnie                  | Créé le 15 septembre 1747 par Louis XV: elle fut érigée en baronnie pour Charles-Pierre Robert, seigneur de Saint-Symphorien.               | Éteint                                                                         |
| Baronnie de Soleuvre             |        | 1716: baronnie                  | Créé le 26 décembre 1716 par Charles VI: elle fut érigée en baronnie pour Charles-Guillaume d'Arnoult, seigneur de Schengen.                | Éteint                                                                         |
| Baronnie de Soye                 |        | 1662: baronnie                  | Créé le 2 octobre 1662 par Philippe IV: elle fut érigée en baronnie pour François-Philippe d'Yve, député du second État des États de Namur. | Éteint                                                                         |
| Baronnie de Spangen              |        | 1687: baronnie                  | Créé le 15 juillet 1687 par Charles II: elle fut érigée en baronnie pour Juste-Philibert de Spangen, enseigne de cavalerie.                 | Éteint                                                                         |

### Seigneuries
| Seigneurie                                                                       | Blason | Érection | Note | Titulaire                                                            |
| -------------------------------------------------------------------------------- | ------ | -------- | --- | -------------------------------------------------------------------- |
| Seigneurie d'Abée Création: 2 décembre 1445 Monarque: Jean de Heinsberg          |        |          | Terre, hauteur et Seigneurie d'Abey (Abeez, des Abbyes, etc.) en la chastelerye de Huy, thour, maisons, vivier, cens, rentes, chapons, bois, terres, prés, paxhices, droitures, accidents, etc., 1565: Les quatre cherwages, etc. | Famille de Velbrück (†)                                              |
| Seigneurie d'Arquennes                                                           |        |          | |                                                                      |
| Seigneurie d'Audenarde                                                           |        |          | |                                                                      |
| Seigneurie d'Auvelais                                                            |        |          | |                                                                      |
| - Seigneurie de Bergilers                                                        |        |          | |                                                                      |
| - Seigneurie de Bormenville Création: 2 mars 1481 Monarque: Jean de Hornes       |        |          | | Famille de Berlaymont (†)                                            |
| - Seigneurie de Bossu                                                            |        |          | |                                                                      |
| - Seigneurie de Bousval                                                          |        |          | |                                                                      |
| - Seigneurie de Corthys Création: 6 septembre 1468 Monarque: Jean de Hornes      |        |          | | Famille Bormans de Hasselbrouck (†)                                  |
| - Seigneurie d'Emenville Création: 14 avril 1514 Monarque: Érard de La Marck     |        |          | | Famille de Gaiffier d'Emeville                                       |
| Seigneurie d'Estmael                                                             |        |          | 5 septembre 1792 | Thierry de Wilde d'Estmael, 7e Seigneur d'Estmael                    |
| Seigneurie de Fontaine Création: 20 janvier 1442 Monarque: Jean de Heinsberg     |        |          | | Maison de Liedekerke                                                 |
| Seigneurie de Horion                                                             |        |          | | Chevalier Henri XI de Grady de Horion, 19e Seigneur de Horion (1951) |
| Seigneurie de Montjardin                                                         |        |          | | Joseph de Theux de Montjardin, 22e Seigneur de Montjardin            |
| - Seigneurie de Ramioule Création: 2 octobre 1637 Monarque: Ferdinand de Bavière |        |          | | Famille d'Hemricourt                                                 |
| - Seigneurie de Rocourt Création: 20 octobre 1443 Monarque: Jean de Heinsberg    |        |          | | Famille de Berlaymont (†)                                            |
| - Seigneurie de Ry Création: 13 février 1498 Monarque: Jean de Hornes            |        |          | | Famille de Haultepenne (†)                                           |
| - Seigneurie de Saive Création: 8 mars 1480 Monarque: Louis de Bourbon           |        |          | | Famille de Gomzé (†)                                                 |
| Seigneurie de Sart-Dames-Avelines                                                |        |          | |                                                                      |
| - Seigneurie de Tongrinne                                                        |        |          | |                                                                      |
| Seigneurie de Vieux-Waleffe Création: 7 octobre 1034 Monarque: Réginard          |        |          | | Famille de Stockhem de Vieux-Waleffe (†)                             |